# Colin Hay
Colin James Hay, född 29 juni 1953 i Kilwinning, North Ayrshire, Skottland, är en skotsk-australisk musiker. 
Hay ingick under 1970- och 1980-talen i bandet Men at Work, som blev känt bland annat för hiten "Down Under". År 1987 släppte han sitt solo-debutalbum Looking for Jack och singeln "Hold Me" nådde Billboard Hot 100. År 1990 släpptes albumet Wayfaring Sons som innehöll singeln "Into My Life" som blev en stor hit i Brasilien. Detta resulterade ett år senare att han blev inbjudan att spela på den nu stora festivalen Rock in Rio tillsammans med bland andra Prince och Joe Cocker, inför 150 000 människor.
Flera av hans låtar har använts i olika avsnitt av TV-serien Scrubs, där han även i ett par avsnitt gästmedverkat och framfört delar av sina låtar "Overkill" och "Down Under".

## Diskografi
- 1987 – Looking for Jack
- 1990 – Wayfaring Sons
- 1992 – Peaks & Valleys
- 1994 – Topanga
- 1998 – Transcendental Highway
- 2001 – Going Somewhere
- 2002 – Company of Strangers
- 2003 – Man at Work
- 2007 – Are You Lookin' at Me?
- 2009 – American Sunshine
- 2011 – Gathering Mercury